# ۳۰۳۱ هیوستون
سیارک ۳۰۳۱ (به انگلیسی: 3031 Houston، نامگذاری:1984CX) سه هزار و سی و یکمین سیارک کشف شده‌است که در ۸ فوریه ۱۹۸۴ کشف شد.
قدر مطلق سیارک برابر ۱۳٫۰۰ است.